# Eletrobras CGT Eletrosul
A Companhia de Geração e Transmissão de Energia Elétrica do Sul do Brasil - Eletrobras CGT Eletrosul é uma empresa brasileira subsidiária da Centrais Elétricas Brasileiras S.A. - Eletrobras e que atua no segmento de geração e transmissão de energia em alta e extra-alta tensão.
A Eletrobras CGT Eletrosul tem seu sistema de transmissão localizado nos estados da Região Sul e no Mato Grosso do Sul, área que abriga um contingente populacional da ordem de 28 milhões de habitantes e que responde por 16% do PIB e 17% do mercado de energia elétrica do Brasil.
É resultado da fusão das duas subsidiárias da Eletrobras na região Sul (Eletrosul e CGTEE), ocorrida em 2020.

## Eletrobras CGT Eletrosul
Para o perfeito desempenho de suas funções, a empresa conta com uma infraestrutura de 12,5 mil km de linhas de transmissão nas tensões de 69, 138, 230 e 525 kV; além de 49 subestações e uma conversora de frequência em Uruguaiana, na fronteira do Brasil com a Argentina, que possibilitam uma capacidade de transformação de 30.189 MVA.
No setor de geração, a CGT Eletrosul tem uma matriz energética diversificada, proveniente das fontes hídrica, térmica, eólica e solar, totalizando 2 GW de capacidade instalada.
A estrutura operacional e financeira da CGT Eletrosul e a capacidade e experiência de seu corpo funcional nas áreas de estudos, projetos, operação e manutenção de sistemas de potência em alta e extra-tensão a credencia a participar de novos empreendimentos do setor elétrico.
O sistema de transmissão da CGT Eletrosul tem como funções principais interligar as fontes de energia elétrica aos mercados consumidores, integrar os mercados consumidores de energia elétrica, garantir o livre acesso ao sistema de transmissão, viabilizar a importação de energia elétrica dos demais países do Mercosul e garantir a qualidade da energia nos pontos se suprimento.

### Eletrosul

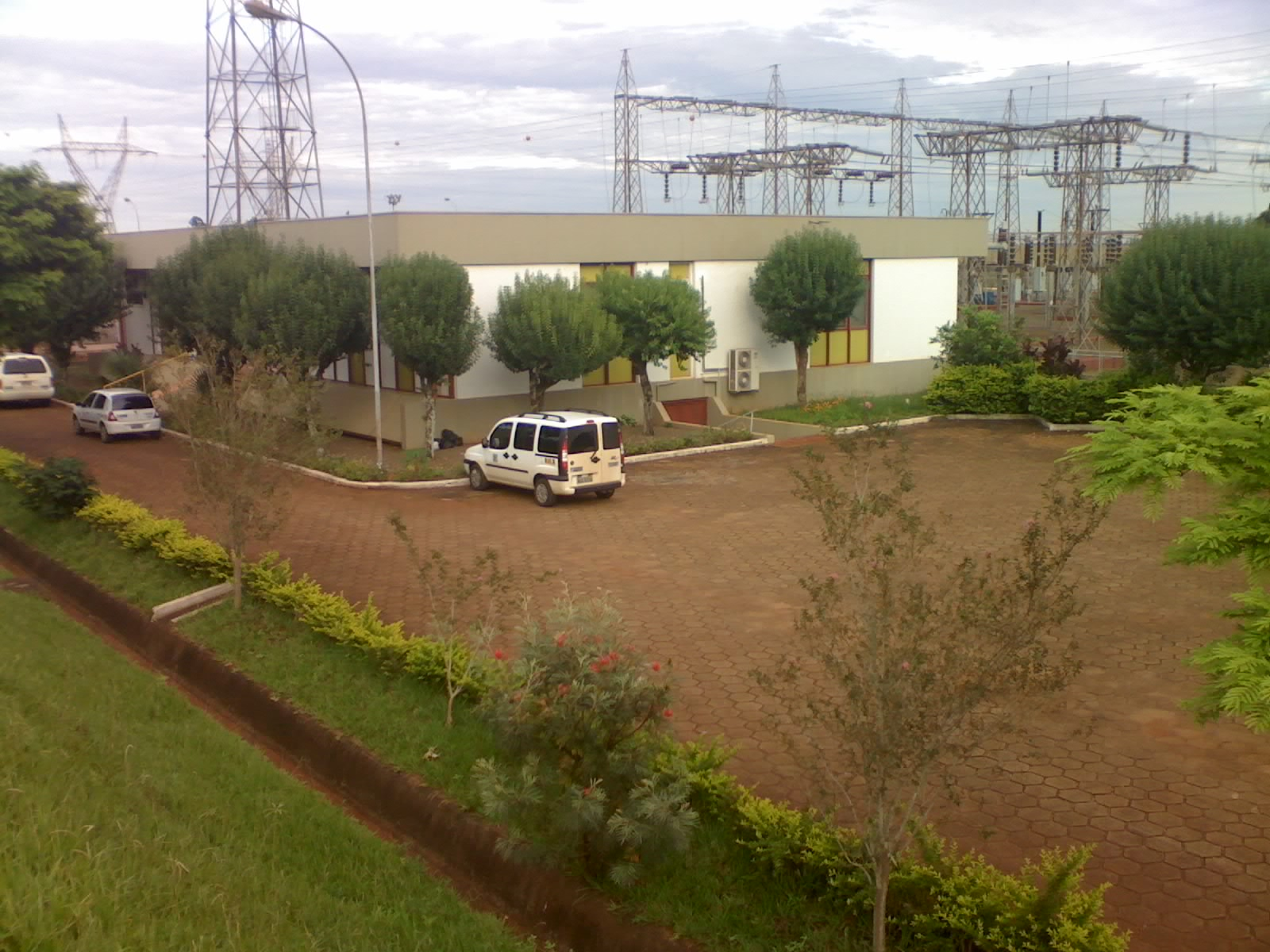
Eletrosul, subestação Campo Mourão

A Eletrosul (Centrais Elétricas do Sul do Brasil S.A.), controlada da Eletrobras, foi constituída em 23 de dezembro de 1968 e autorizada a funcionar pelo Decreto nº. 64.395, de 23 de abril de 1969, iniciando suas atividades de geração e transmissão de energia elétrica nos estados do Paraná, Rio Grande do Sul e Santa Catarina.
Em 1973, foi inaugurada a Usina Hidrelétrica de Passo Fundo. Em 1975, foi inaugurada a Usina Hidrelétrica de Salto Osório e, em 1980, a Usina Hidrelétrica de Salto Santiago, ambas no rio Iguaçu.Também foi realizada a construção do sistema de transmissão interligando os três estados da Região Sul, além de incorporação de termelétricas, como o Complexo Termelétrico Jorge Lacerda, em 1972.
Em 1995, a Eletrosul foi incluída no Programa Nacional de Desestatização (PND).
No dezembro de 1997, todo o parque gerador da Eletrosul passou a pertencer a outra empresa, a Centrais Geradoras do Sul do Brasil (Gerasul). Com isso, a Eletrosul transformou-se numa empresa de transmissão, alterando sua denominação para Empresa Transmissora de Energia do Sul do Brasil. A Gerasul foi vendida ao grupo franco-belga Tractebel em 15 de setembro de 1998 na Bolsa de Valores do Rio de Janeiro por 947 milhões de reais.
Em 1999, a rede de transmissão da Eletrosul passou a integrar o Sistema Interligado Nacional (SIN), com a implantação da linha Norte-Sul.

#### Retorno à geração de energia elétrica
Em 2004, 6 anos após ter seu parque gerador totalmente privatizado, a CGT Eletrosul voltou a ter autorização do governo federal para investir na área de geração de energia elétrica.
Seu retorno à geração de energia elétrica se consolida com um total de 14 empreendimentos na área; sendo 07 usinas hidrelétricas, uma termelétrica, um complexo eólico e uma usina solar, totalizando mais de 2.000 MW de potência instalada.
Em julho de 2020, foi vendido parte do parque eólico no Rio Grande do Sul para Omega Geração, no valor de cerca de R$ 1,5 bilhão, com a aquisição dos complexos de Santa Vitória do Palmar, Hermenegildo I, Hermenegildo II, Hermenegildo III e Chuí IX.

### CGTEE

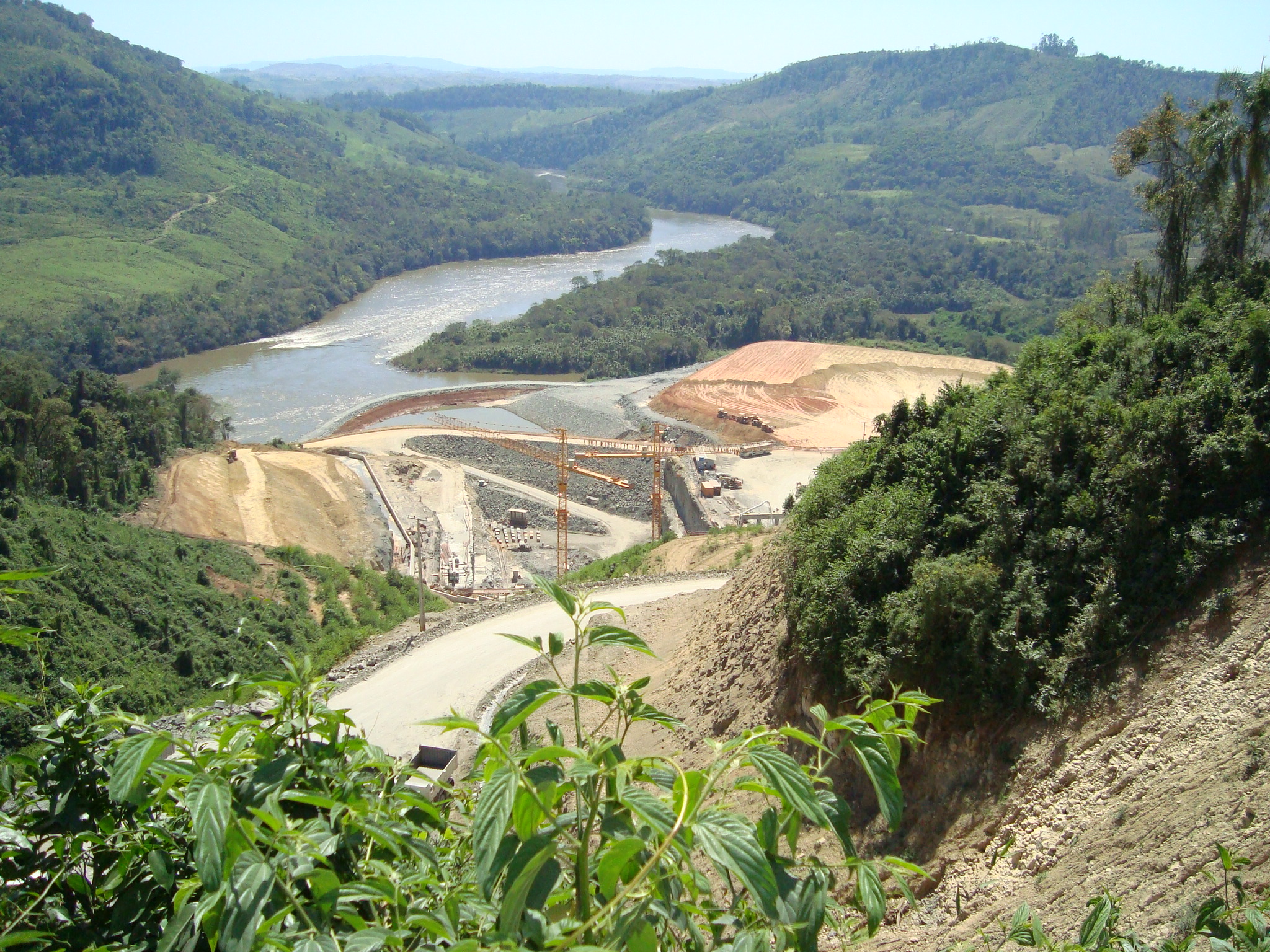
Construção da UHE Mauá

A Companhia de Geração Térmica de Energia Elétrica (CGTEE) foi criada pela Lei Estadual do Rio Grande do Sul nº 10.900/1996 e iniciou suas operações em 1997, por meio da reestruturação societária e patrimonial da CEEE. Em novembro de 1998, foi transferida para a União em troca de dívidas do Governo Estadual com o Governo Federal.
A partir dos anos 2000, passou a ser controlada pela Eletrobras, constituindo-se numa sociedade de economia mista vinculada ao Ministério de Minas e Energia (MME).
A sede administrativa da empresa foi transferida, em 2017, para o município de Candiota, no Rio Grande do Sul.
O parque gerador da CGTEE era composto por quatro usinas termelétricas. Três empreendimentos foram desmobilizados e encerraram as operaçõesː a Usina Termelétrica Presidente Médici (UPME), pertencente ao Complexo Termelétrico Candiota; a Nova Usina de Porto Alegre (Nutepa); e a Usina de São Jerônimo (UTESJ). A Usina Termelétrica Candiota III (Fase C) prosseguiu as atividades.

### Fusão
Em 2 de janeiro de 2020, foi aprovada a reestruturação societária das duas subsidiárias da Eletrobras na região Sul (Eletrosul e CGTEE), o que resultou na criação da Companhia de Geração e Transmissão de Energia Elétrica do Sul do Brasil (CGT Eletrosul), com sede em Florianópolis (SC).

### Participações societárias
Entre outras participações em Sociedades de Propósito Específico (SPEs), a CGT Eletrosul possui 20% da Jirau Energia e 24,72% Teles Pires Participações S.A..
A empresa possui ainda 49% no Consórcio Energético Cruzeiro do Sul, o qual explora a UHE Governador Jayme Canet Junior.
Em março de 2023, a Eletrobras informou que adquiriu a participação de 22% da Brasil Energia Renovável na Sociedade de Propósito Específico (SPE) Livramento Holding S.A, da qual  a CGT Eletrosul já detinha 78% do capital social. A SPE é proprietária das usinas eólicas de Cerro Chato IV, Cerro Chato V, Cerro Chato VI, Cerro dos Trindade e Ibirapuitã (a única operacional no momento).

## Privatização da Eletrobras
Em 14 de junho de 2022, foram vendidas 802,1 milhões de ações da Eletrobras, com um preço base de R$ 42, em uma operação que movimentou R$ 33,7 bilhões. Com isso, a participação da União no capital votante da estatal foi reduzida de 68,6% para 40,3%.
Entre os principais acionistas estão o GIC, fundo soberano de Singapura, o veículo de investimentos de fundo de pensão canadense CPPIB e a gestora brasileira 3G Radar, ligada ao 3G Capital.

## Transmissão de energia elétrica
O sistema de transmissão da Eletrobras CGT Eletrosul é composto por:
- Linhas de transmissão - 12.500 km
- Subestações próprias - 49
- Subestações operadas de terceiros - 46
- Transformação - 30.189 MVA
- Conversora - 1
- Torres próprias - 19.675
- Torres operadas de terceiros - 2.832
- Público atendido - 29 milhões de pessoas

## Transformação de energia elétrica
O sistema de transformação de energia elétrica da Eletrobras CGT Eletrosul é composto por:
- 525 kV
  - SE Blumenau - 525/230/138/13,8kV - 2634 MVA
  - SE Campos Novos - 525/230/138/13,8kV - 2466 MVA - Inaugurada em Setembro de 1982
  - SE Gravataí - 525/230/13,8kV - 2016MVA - Inaugurada em Setembro de 1982
  - SE Nova Santa Rita - 525/230/13,8kV - 2016 MVA
  - SE Caxias - 525/230/13,8kV - 2016 MVA
  - SE Londrina - 525/230/13,8kV - 2016 MVA
  - SE Biguaçu - 525/230/138/13,8kV - 1794 MVA (era 972 MVA até Fevereiro de 2012 e 1644 MVA até Junho de 2012)(está sendo ampliada para 1944 MVA)
  - SE Santo Ângelo - 525/230/13,8kV - 1344 MVA
  - SE Curitiba - 525/230/13,8kV - 1344 MVA
  - SE Areia - 525/230/138/13,8kV - 672 MVA - Inaugurada em 1977
  - SE Candiota – 525/230/13,8 kV - 672 MVA
  - SE Salto Santiago - 525/69/13,8kV
  - SE Ivaiporã - 525/13,8kV
  - SE Itá - 525/13kV
- 230 kV
  - SE Joinville - 230/138/69/13,8kV - 799MVA (724MVA até 24 de julho de 2021) (691MVA até 15 de junho de 2021)
  - SE Xanxerê - 230/138/13,8kV - 600MVA
  - SE Palhoça - 230/138/13,8kV - 384MVA - Inaugurada em Novembro de 1983
  - SE Canoinhas - 230/138/13,8kV - 375MVA
  - SE Siderópolis - 230/69/13,8kV - 414MW (364MVA até 8 de novembro de 2020)
  - SE Joinville Norte - 230/138kV - 450MVA (sendo ampliada para 600MVA)(300MVA até 26 de outubro de 2013) - Inaugurada em Junho de 2009
  - SE Charqueadas - 230/69/34,5/13,8kV - 254MVA
  - SE Atlântida 2 - 230/69/13,8kV - 249MVA
  - SE Dourados - 230/138/13,8kV - 225MVA
  - SE Caxias 5 - 230/69/13,8kV - 215MVA
  - SE Farroupilha - 230/69/13,8kV - 176MVA (está sendo ampliada para 264 MVA até maio/2020)
  - SE Passo Fundo - 230/138/13,8kV - 168MVA
  - SE Tapera - 230/69/13,8kV - 166MVA
  - SE Desterro - 230/138/13,8kV - 150MVA (sendo ampliada para 300MVA)
  - SE Anastácio - 230/138/13,8kV - 150MVA
  - SE Salto Osório - 230/69/13,8kV - 33,3MVA
  - SE Campo Mourão - 230/13,8kV
  - SE Jorge Lacerda B - 230kV
- 138 kV ou menos
  - SE Florianópolis - 138/69/13,8kV - 75MVA
  - SE Alegrete - 138/68/13,8kV - 72MVA
  - SE Mimoso - 138/69/34,5/13,8kV
  - SE Campo Grande - 138/13,8kV
  - SE Nova Santa Rita - 2016MVA
  - SE Caxias - 2016MVA
  - SE Caxias 6 - 230/69/13,8kV - 330 MVA (RS Energia)
  - SE Lajeado Grande - 230/138/13,8kV - 83 MVA (RS Energia)
  - SE Nova Petrópolis 2 - 230/69kV - 75 MVA (RS Energia)
  - SE Ijuí 2 - 230/69kV - 166 MVA (RS Energia)
  - SE Foz do Chapecó - 230/138kV - (RS Energia)
  - SE Povo Novo - 525/230kV - 672 MVA
  - SE Marmeleiro - 525kV
  - SE Santa Vitória do Palmar - 525/138kV - 75 MVA
  - SE Camaquã 3 - 230/69kv (Consórcio Sul Brasileiro)
- Em construção
  - SE Curitiba Leste - (Consórcio Marumbi)

## Geração de energia
A capacidade de geração instalada e projetada é de 2.000 MW.
- Usinas hidrelétricas - 1583,8MW[4]
  - UHE Jirau - Rio Madeira, 3.750 MW -  Rondônia participação de 20% (750 MW), em operação desde 2013[4]
  - UHE Teles Pires - Rio Teles Pires, 1820 MW -  Mato Grosso participação de 24,5% (445,9 MW); em operação desde 2015[4]
  - UHE Governador Jayme Canet Junior - Rio Tibagi, 361 MW -  Paraná (participação de 49% (176,9 MW))[4]
  - UHE Passo São João - Rio Ijuí, 77 MW -  Rio Grande do Sul (em operação desde 2012)[4]
  - UHE São Domingos - Rio Verde, 48 MW -  Mato Grosso do Sul (em operação desde 2012)[4]
- Pequenas centrais hidrelétricas
  - PCH João Borges - Rio Caveiras, 19 MW -  Santa Catarina (em operação desde 2013)[4]
  - PCH Barra do Rio Chapéu - Rio Braço do Norte, 15 MW -  Santa Catarina (em operação desde 2013)[4]
- Empreendimentos eólicos
  - Complexo Eólico Cerro Chato 138 MW - Santana do Livramento -  Rio Grande do Sul[4]
    - Parques Cerro Chato I, II e III, 90 MW - Santana do Livramento -  Rio Grande do Sul[4]
    - UEE Capão do Inglês, 10 MW - Santana do Livramento-  Rio Grande do Sul[4]
    - UEE Coxilha Seca, 30 MW - Santana do Livramento-  Rio Grande do Sul[4]
    - UEE Galpões, 8 MW - Santana do Livramento-  Rio Grande do Sul[4]

  - UEE Ibirapuitã, 25 MW - Santana do Livramento-  Rio Grande do Sul[4]
- Empreendimentos em projeto
  - UEE Coxilha Negra (I a XVIII), 356 MW -  Rio Grande do Sul (Projeto)[4]
- Empreendimento de geração fotovoltaica - 1MW[4]
  - Projeto CGT Eletrosul Megawatt Solar, 1 MW -  Santa Catarina[4]